# 卡爾洛瓦茨
卡爾洛瓦茨（克羅埃西亞語：Karlovac；德語：Karlstadt，中文卡尔施塔特；匈牙利語：Károlyváros）是位於克羅埃西亞卡爾洛瓦茨縣的一個城市。位於首都薩格勒布西南56公里處。卡爾洛瓦茨是卡爾洛瓦茨縣的縣府所在地。2001年，有人口49,082人。